# JR東日本アイステイションズ
JR東日本アイステイションズ（ジェイアールひがしにほんアイステイションズ）は、東京都渋谷区に本社を置く東日本旅客鉄道（JR東日本）グループの企業（ジェイアール東日本企画の子会社）。
2015年7月に時刻表情報サービス株式会社から社名を変更した。

## 概要
JR東日本運行路線の運行情報を各種メディアに提供するために設立された。現在では、大手を含む首都圏の鉄道事業者や、西日本旅客鉄道（JR西日本）など、多数の鉄道事業者の提供を受けているほか、相模鉄道の運行情報配信業務の委託を受けるなど、JR東日本の枠を超えて運用されている。

## 沿革
- 1997年12月 - 設立。
- 1998年4月 - 時刻表情報サービス営業開始。
- 1999年
  - 7月 - 大型ビジョンへ「首都圏JRダイヤ情報」提供開始。
  - 9月 - 携帯電話（iモード・Sky Web）へ提供開始。
- 2000年
  - 1月 - ダイヤ情報メール通知サービス開始。
  - 4月 - インターネット事業者（JR東日本ホームページ・駅前探険倶楽部ホームページ）へ提供開始。
  - 12月 - 放送事業者（NHK BSデジタル ・データ放送）へ提供開始。
- 2001年3月 - 「首都圏JRダイヤ情報」から「鉄道運行情報」に変更し、JR東日本全域の情報提供開始。
- 2002年3月 - 「横浜市都市情報提供システム」提供開始。鉄道車両LED（常磐線快速電車用E231系）に提供開始。
- 2004年
  - 3月26日 - ジェイアール東日本企画の子会社となる。
  - 4月 - 東京モノレールの運行情報提供開始。
- 2005年3月 - 横浜市営地下鉄・都営地下鉄の運行情報提供開始。
- 2006年4月 - ワンセグデータ放送（日本テレビ）に提供開始。
- 2007年
  - 2月 - 「異常時案内用ディスプレイ」（JR東日本）へ振替情報とともに提供開始。
  - 3月 - 小田急電鉄・東急電鉄の運行情報提供開始。
  - 12月 - JR西日本関西地区の運行情報提供開始。
- 2008年
  - 6月 - JR東日本の遅延証明書情報提供開始。
  - 11月 - 京浜急行電鉄ほかの運行情報提供開始。
- 2009年
  - 7月 - 相模鉄道関連の運行情報配信業務を受託開始。
  - 9月 - 携帯サイト「モバイル超特急」の運営開始。
- 2015年7月 - 株式会社JR東日本アイステイションズに商号変更[3]。

## 鉄道運行情報・ダイヤ情報メール
鉄道運行情報
提供元が提供された運行情報を各種サイト・鉄道車両へ提供する。JR東日本首都圏のみ携帯電話・PHS向けに遅延証明書の提供も行われる。
ダイヤ情報メール
携帯電話・PHSおよび@niftyにて提供。あらかじめ登録した路線・条件に一致する運行情報をメールで配信する有料サービス。このサービスは2026年2月28日2時をもって終了する予定になっている。

### 提供元事業者・路線
- 東日本旅客鉄道（JR東日本）全線（新幹線・長距離列車含む）
- 東京モノレール羽田線
- 横浜市営地下鉄全線
- 東京都交通局（都営地下鉄全線および都電荒川線・日暮里・舎人ライナー）
- 小田急電鉄全線 ※ ダイヤ情報メール未対応
- 東急電鉄全線 ※ ダイヤ情報メール未対応
- 西日本旅客鉄道（JR西日本）関西地区「アーバンネットワーク」路線（新幹線は含まない）
- 京浜急行電鉄（京急大師線を除く） ※ ダイヤ情報メール未対応
- 西武鉄道全線 ※ ダイヤ情報メール未対応
- 京成電鉄全線 ※ ダイヤ情報メール未対応
- 東京臨海高速鉄道りんかい線
- ゆりかもめ ※ ダイヤ情報メール未対応
- 伊豆急行線
- 札幌市営地下鉄全線
- 仙台空港鉄道仙台空港アクセス線
- 阪神電車全線 ※ ダイヤ情報メール未対応
- 南海電鉄全線 ※ ダイヤ情報メール未対応
- 九州旅客鉄道（JR九州）全線（新幹線含む）
- 福岡市営地下鉄全線
- 沖縄都市モノレール線

### 情報提供先
- 携帯電話・PHS（ダイヤ情報メールも提供）
  - NTTドコモ iモード
  - KDDI au EZweb
  - ソフトバンクモバイル Yahoo!ケータイ
  - ウィルコム CLUB AIR-EDGE
- インターネット
  - JR東日本 列車運行情報
  - 駅探 電車の運行情報 (JR東日本のみ)
  - ジョルダン オフィシャル情報 (JR東日本のみ)
  - @nifty（ダイヤ情報メールのみ）
  - TBS JR運行情報状況
  - 東京モノレール
  - 横浜市営地下鉄
  - 国土交通省 公共交通情報サービス
  - 相模鉄道
- Lモード
  - 東日本電信電話
- 放送
  - 日本テレビ放送網（ワンセグ・地上デジタルデータ放送）
- 鉄道車両
  - JR東日本E231系電車
  - JR東日本E531系電車
  - JR東日本E331系電車
  - JR東日本E233系電車

ほか

## モバイル超特急
2009年9月7日よりNTTドコモ iモード向けに提供を開始した鉄道ファン向け携帯サイト。同年12月1日からソフトバンク Yahoo!ケータイで、12月3日からau EZwebで提供を開始した。JR東日本をはじめ、複数の鉄道事業者の車両等をデザイン化したデコメール（デコレーションメール・デコレメール）・待ち受け等を配信している。

## 運行情報配信業務受託先
- JR東日本
- 相模鉄道